# Jesús Prieto Valtueña
Jesús Prieto Valtueña, (Oviedo, 6 de abril de 1944) es un médico, catedrático emérito y científico español.

## Biografía
Estudió medicina en la Universidad de Valladolid, donde consiguió la Licenciatura (1967) y el doctorado (1969), especializándose en Medicina Interna y Gastroenterología. En 1972 completó su formación en el Royal Free Hospital de Londres, como becario postdoctoral con la profesora Sheila Sherlock. En 1976 es profesor titular de Patología Médica de la Universidad de Valladolid y profesor agregado de Patología General de la Universidad de Oviedo. En 1977 accede a la cátedra de Patología General en la Universidad de Santiago de Compostela y es nombrado director del departamento de Medicina Interna en el Hospital General de Galicia.
En 1979 obtuvo la cátedra de Patología General de la Universidad de Navarra, de la que desde 2014 es catedrático emérito. En esta universidad ha sido director del Área de Hepatología y Terapia Génica del Centro de Investigación Médica Aplicada (CIMA) y director del Departamento de Medicina Interna de la Clínica Universidad de Navarra.

## Cargos y nombramientos[5]
- Expresidente de la Asociación Española para el Estudio del Hígado[6]
- Exmiembro del Comité Científico de la Asociación Europea para el Estudio del Hígado
- Fundador de la Sociedad Española de Terapia Génica
- Exmiembro del Comité Científico de la Agencia Nacional Francesa para la Investigación sobre Sida y Hepatitis viral
- Expresidente del Comité Internacional de la Sociedad Americana de Terapia Génica

## Premios y reconocimientos
- Doctor honoris causa por la Universidad de Oporto (Portugal)[7]
- Doctor honoris causa por la Universidad Austral (Argentina) (2012)[8]
- Gran Premio de la Fundación Bial a la Excelencia en Investigación Médica[9]
- Galardón “Cándida Medrano de Merlo” por sus aportaciones sobre Terapia Génica en el cáncer de hígado[9]
- «Recognition Award» de la Asociación Europea para el Estudio del Hígado (EASL) (2013)[4]
- Premio Nacional de Investigación Médica Gregorio Marañón (2014)[10]
- Medalla de Oro de la Universidad de Navarra (2015)[11]

## Publicaciones
Ha realizado más de cuatrocientas publicaciones internacionales de alto impacto, dirigido más de cincuenta tesis doctorales y conseguido un número importante de patentes, además de promover ensayos clínicos pioneros para el tratamiento de la cirrosis hepática y, en el campo de la terapia génica, de tumores hepáticos y digestivos. 
Ha sido miembro del comité editorial de numerosas revistas internacionales especializadas.